# أوكي فانسترم
أوكي فانسترم (بالسويدية: Åke Wärnström) (29 ديسمبر 1925 – 6 يونيو 2018) هو ملاكم سويدي سابق، مثّل بلاده في الألعاب الأولمبية الصيفية 1952. توفي يوم 6 يونيو 2018.

## روابط خارجية
أوكي فانسترم على موقع أوليمبيديا (الإنجليزية)
- أوكي فانسترم على موقع اللجنة الأولمبية السويدية (السويدية)